# Abraham

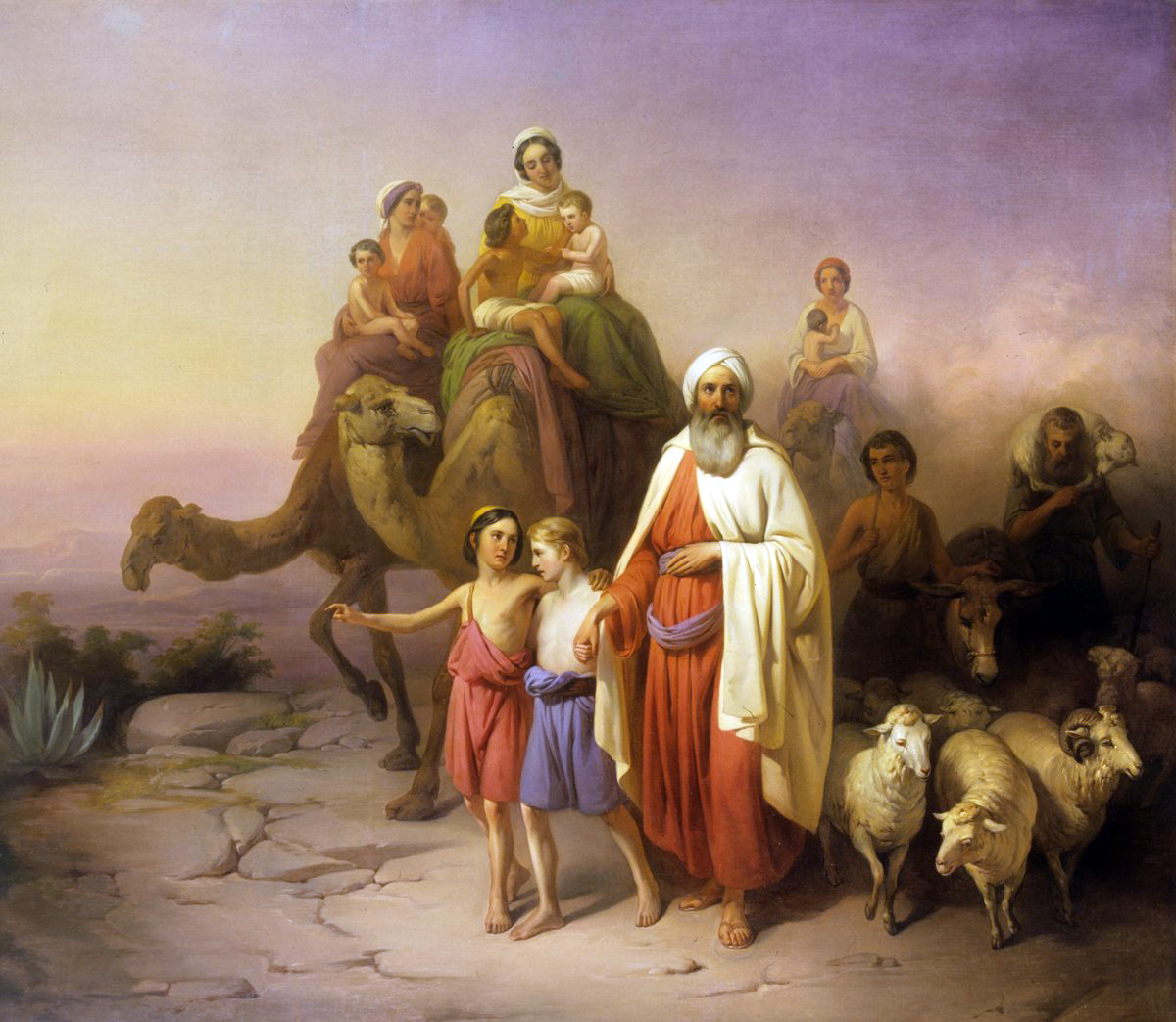
Cuộc hành trình của Abraham từ thành Ur tới xứ Canaan

Abraham (phiên âm Áp-ra-ham; Hebrew: אַבְרָהָם, Tiêu chuẩn Avraham Ashkenazi Avrohom hay Avruhom Tibrơ ʾAḇrāhām; Ảrập: ابراهيم, Ibrāhīm; Ge'ez: አብርሃም, ʾAbrəham), theo Do Thái giáo, Kitô giáo và Hồi giáo, là tổ phụ của người Do Thái và người Ả Rập. Abraham được Thiên Chúa kêu gọi rời bỏ quê hương ở thành Ur để đến vùng đất mới Canaan. Hành động này được xem là sự chấp nhận một giao ước với Thiên Chúa: tôn thờ Yahweh là Thiên Chúa duy nhất của vũ trụ, và nhận lãnh phước hạnh dư dật của Thiên Chúa cho đến đời đời. Cuộc đời của Abraham được ký thuật trong chương 11 – 15 của Sách Sáng Thế trong Cựu Ước.
Tên ban đầu của ông là Abram (Hebrew: אַבְרָם, Tiêu chuẩn:  Avram Tibrơ ʾAḇrām) nghĩa là "cha cao quý" hoặc "người cha được tôn kính". Về sau ông được Chúa đổi tên thành Abraham, nghĩa là "cha của nhiều dân tộc". Do vị trí đặc biệt của Abraham trong lịch sử, niềm tin và sách thánh của Do Thái giáo, Kitô giáo và Hồi giáo mà ba tôn giáo này thường được gọi chung là "các tôn giáo khởi nguồn từ Abraham". Trong kinh Torah và Qur’an, Abraham được miêu tả là vị tổ phụ được Thiên Chúa chúc phúc. Tín hữu Do Thái giáo gọi ông là Avraham Avinu, nghĩa là "Abraham, Cha chúng ta". Thiên Chúa dành cho Abraham một lời hứa đặc biệt, ấy là bởi ông mà các dân tộc trong thế gian được chúc phúc; theo đức tin Ki-tô giáo, lời hứa này được ứng nghiệm trong Chúa Giê-su Ki-tô. Đối với người Do Thái giáo, Ki-tô giáo và Hồi giáo, Abraham là tổ phụ của dân Israel qua Isaac, con trai ông. Riêng đối với người Hồi giáo, Abraham là một tiên tri của Hồi giáo và là tổ phụ của Muhammad qua Ishmael, một người con trai khác của Abraham.
Sách chữ Nôm tiếng Việt soạn vào thế kỷ 17 gọi Abraham là Ra Ham.

### Hagar

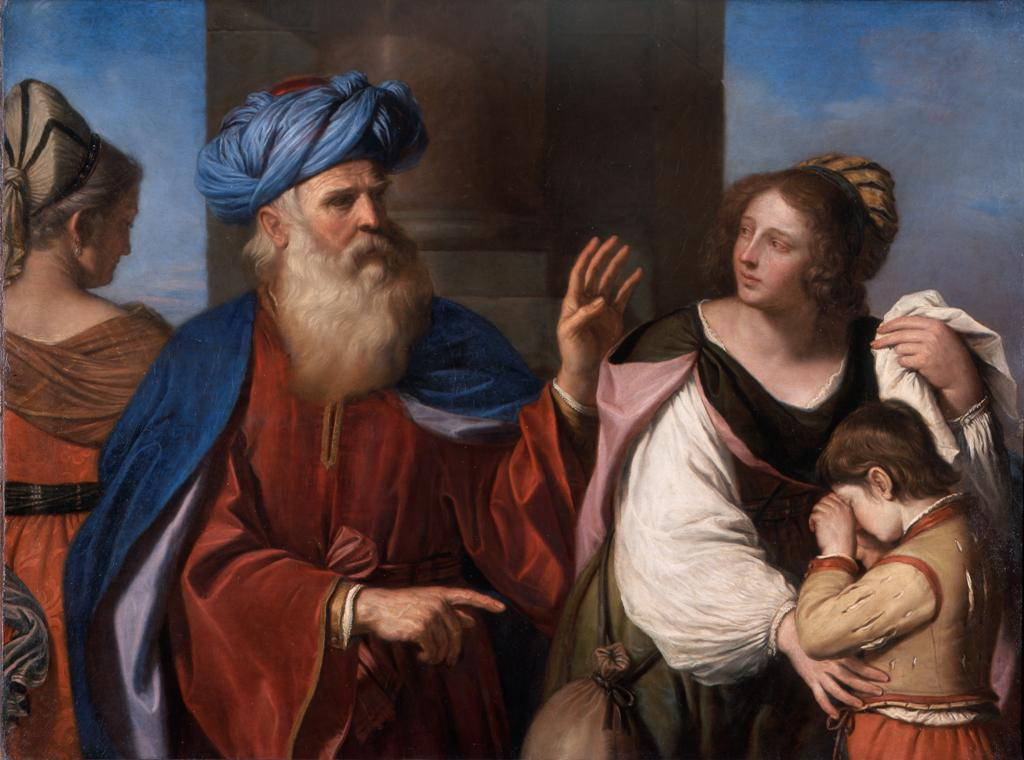
Abraham từ biệt Hagar và Ishmael, tranh của Guercino (1657)

### Sarah

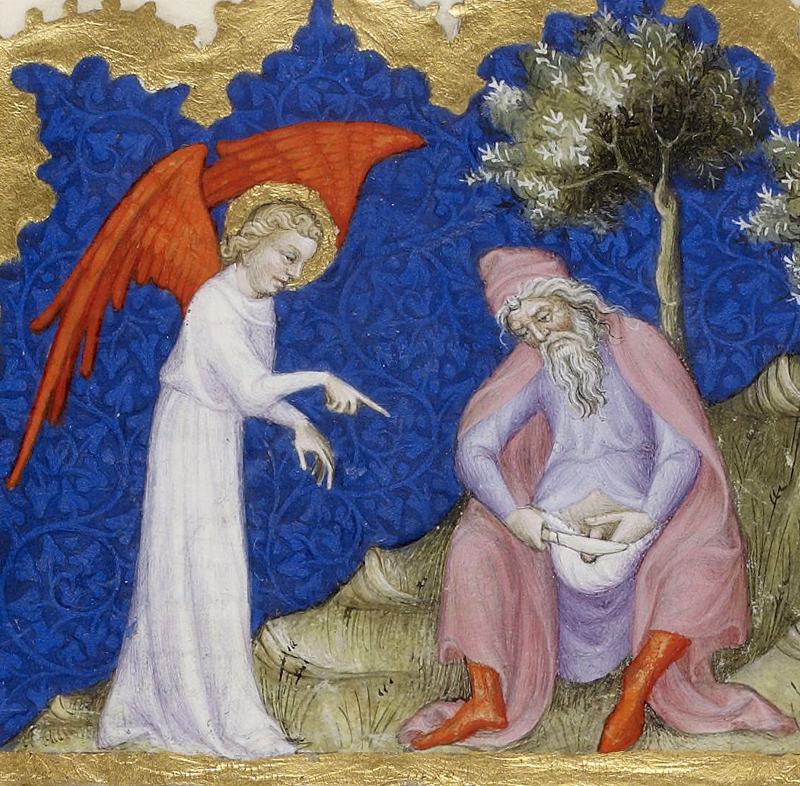
Tổ phụ Abraham tự cắt bao quy đầu của ông để lập giao ước với Thiên Chúa - tranh vẽ từ cuốn kinh thánh của Jean de Sy, ca. 1355-1357

## Tân Ước

Phao-lô gọi Abraham là tổ phụ của những người có đức tin.

## Trong Kinh Torah (Cựu Ước)